# Biskopskällaren
Biskopskällaren är ruinen efter Ivöhus på Ivö i Kristianstad kommun i Skåne. 
Ivöhus var ett medeltida hus och dagens ruin består av en källare vars yttre mått är 9 gånger 8 meter. Smala ljusgluggar leder ner dagsljuset genom de en meter tjocka gråstensmurar. Där finns två pelare och sex kryssvalv av murat tegel. Runt väggarna löper bänkar av sten. En stentrappa leder ned till rummet från väster. På södra långsidan finns tre strävpelare. Den ursprungliga källaren når cirka 0,5 meter över markytan. Taket som har kommit till för att skydda källaren är från senare tid.  
Källaren anses härröra från en kastal från 1100-talet, vilken ombyggdes för ärkebiskop Andreas Sunesens räkning cirka 1220. Ärkebiskopen bodde på Ivöhus till sin död 1228. Han bodde i huset under sina sista levnadsår då han drabbats av reumatism och dragit sig tillbaka från sitt biskopsämbete. Det finns en folklig legend att han drabbats av spetälska och inte ville bära smittan vidare och därför levde eremitliv på Ivö. Hans kropp finns balsamerad i Lund och undersökningar av hans skelett har visat att han troligen inte led av spetälska utan någon form av gikt. På platsen har legat ett större hus, Ivöhus, väster om källaren. I Anders Ödmans bok Borgar i Skåne finns en rekonstruktonsritning av borgen Ivöhus. Rester av Ivöhus stod kvar på 1600-talet. Vid Harald Gustavssons undersökningar på 1950-talet framkom misstankar om att Ivöhus byggts på platsen där en kastal legat och att källaren ursprungligen tillhört kastalen. Valven är slagna i efterhand och fönstren är troligen äldre än valven och tillhör den ursprungliga byggnaden. Så här beskriver länsstyrelsen i Skåne fornlämningen :
"Källaren har tillhört en större byggnad som på 1220-talet uppfördes av dåvarande ärkebiskopen i Lund, Anders Sunesen, som en del i ett biskopspalats. Idag är endast källaren kvar, men ända in på 1600-talet fanns rester efter en större byggnad kvar och senare utgrävningar visar att det i anslutning till källaren har funnits en tegelbyggnad som varit c:a 9 m bred och 30 m lång. Eventuellt är själva källaren ännu äldre än 1200-tal, då valven i källaren har byggts upp i efterhand, och det finns spår efter äldre fönsteröppningar. Idag skyddas källaren och valven av ett lågt tak, men när man på 1920-talet började intressera sig för källaren låg den under en betydligt yngre ekonomibyggnad. Här körde man in gårdens vagnar, som ställdes rakt på valven. 1927 slog blixten ner i ekonomibyggnaden, som helt brann upp. Kvar stod bara källaren, helt oskadd. Nu kunde man uppföra ett första skyddstak, och 1935 förvärvade Skånes hembygdsförbund byggnaden tack vare privata donationer."

## Galleri

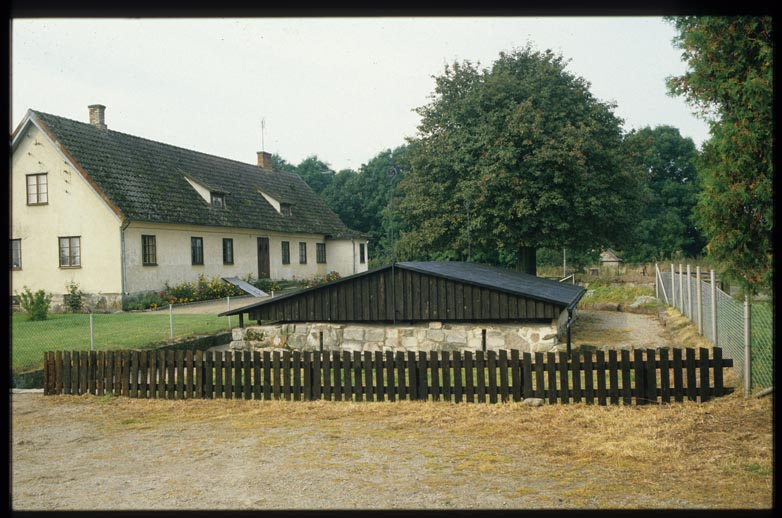
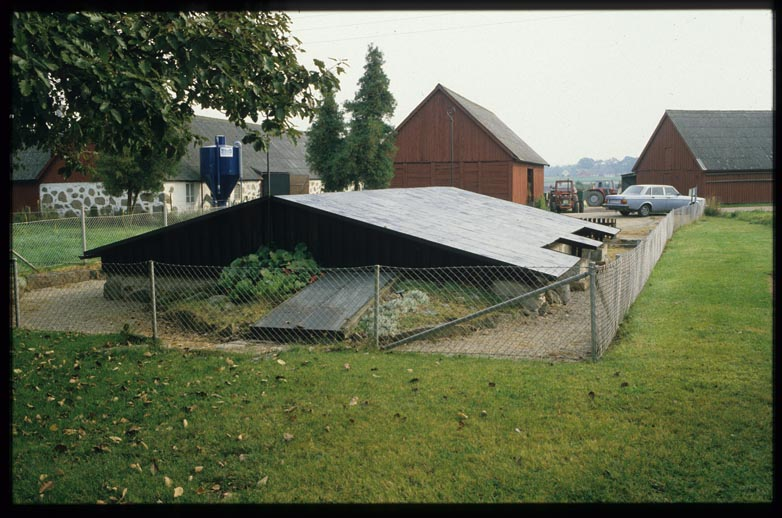
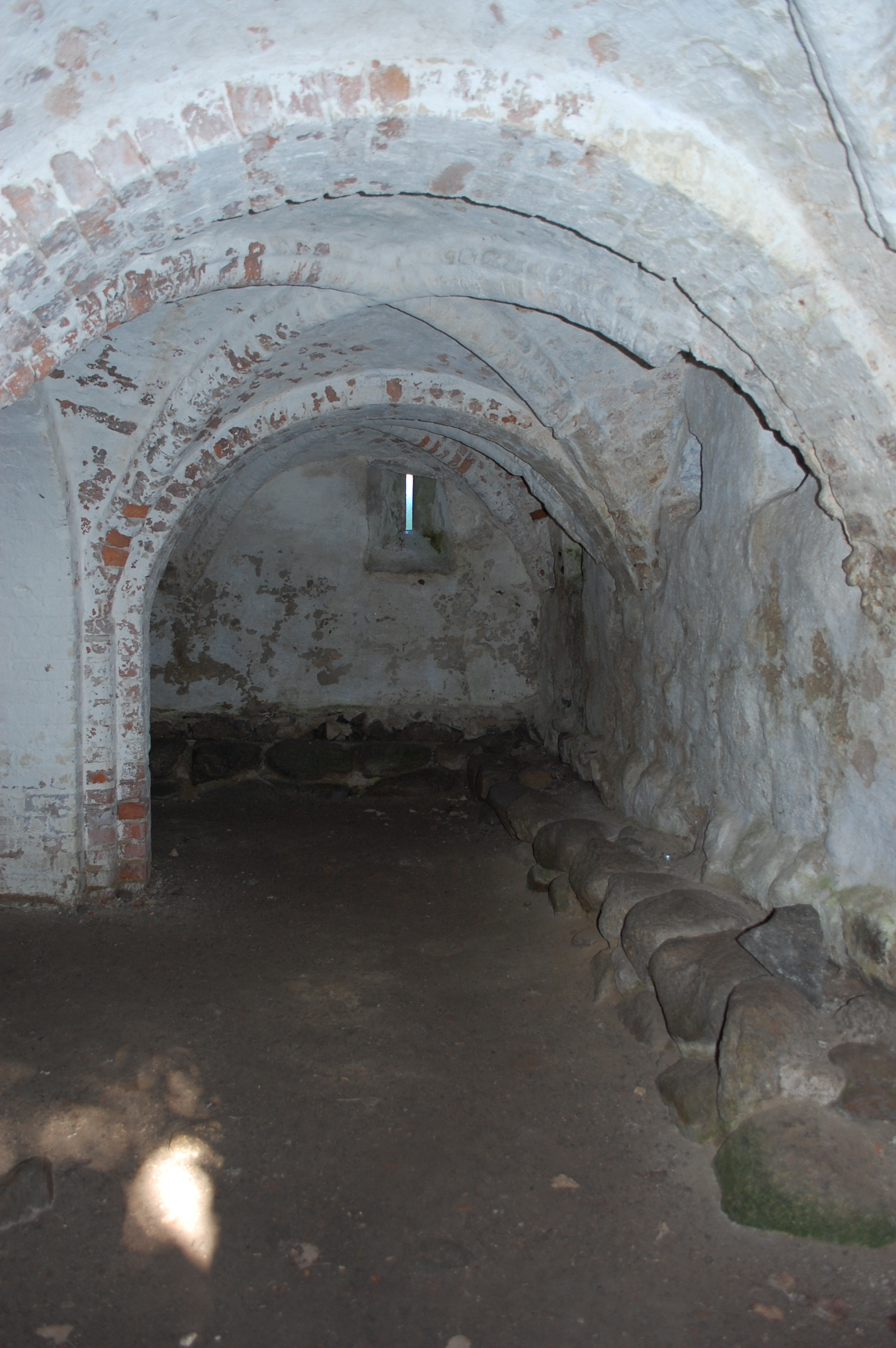

### Fotnoter
1. ↑  ”Biskopskällaren Bygdeband”. Arkiverad från originalet den 22 december 2017. https://web.archive.org/web/20171222051938/http://www.bygdeband.se/plats/197649/sverige/skane-lan/kristianstad/ivo/biskopskallaren/. Läst 20 december 2017.
2. ↑  Gejrot, Tomas (Ingår i: Årsskrift / Föreningen Gamla Christianstad. - Kristianstad : Föreningen Gamla Christianstad, 1982-. - ISSN 0281-2576. ; 1999, s. 39-43). Spetälska eller reumatism? : om ärkebiskop Andreas Suneson och hans sjukdom. Libris 3242022. Läst 27 februari 2019
3. ↑  Lindfors och Reuterdahl, Anders Otto och Henrik (1833). Berättelse om erkebiskop Anders Sunessons graf, upptäckt i Lunds domkyrka år 1833. Libris 2778536. Läst 27 februari 2019
4. ↑  Olsson, Harald (1957). Biskopskällaren på Ivö - en ombyggd kastal?. Skånes hembygdsförbunds årsbok. sid. 80. Libris 652195
5. ↑  ”Mats medeltid : Biskopskällaren på Ivö”. Arkiverad från originalet den 28 november 2016. https://web.archive.org/web/20161128193512/http://www.matsmedeltid.se/biskopskallarenpaivo.htm. Läst 27 februari 2019.
6. ↑  Ödman ; [foto: Anders Ödman], Anders (Lund : Historiska media : 2002). Borgar i Skåne. Libris 7779627